# Lessebo kommun
Lessebo kommun är en kommun i Kronobergs län. Centralorten är Lessebo men Hovmantorp är den största tätorten i kommunen. Riksväg 25 mellan Kalmar och Växjö går genom kommunen.  

## Administrativ historik
Kommunens område motsvarar socknarna: Ekeberga, Hovmantorp och Ljuder. I dessa socknar bildades vid kommunreformen 1862 landskommuner med motsvarande namn.
Lessebo köping bildades 1939 genom utbrytning ur alla tre landskommunerna. Hovmantorps municipalsamhälle inrättades 1920 och upplöstes när Hovmantorps köping bildades av Hovmantorps och Furuby landskommuner vid kommunreformen 1952 som i övrigt inte påverkade indelningen i området.
Lessebo kommun bildades vid kommunreformen 1971 av Lessebo köping, Ekeberga och Ljuders landskommuner samt en del ur Hovmantorps köping (Hovmantorps församling).
Kommunen ingår sedan bildandet i Växjö domsaga.

## Geografi

### Topografi och hydrografi
Kommunen är belägen i den sydöstra delen av Småländska höglandet, i ett område präglat av skogar och sjöar som Rottnen, Vasen, Öjen och Läen. Berggrunden utgörs främst av granit och porfyr, täckt av morän, vilket ger upphov till en vegetation dominerad av barrskogar. I lägre områden finns också myrar, där några av de mest intressanta inkluderar den kupolformade mossen Stora Fly och myrkomplexet Stocksmyr, norr om Lessebo. Genom kommunens östra del sträcker sig rullstensåsen Emmabodaåsen.

### Administrativ indelning
Fram till 2016 var kommunen för befolkningsrapportering indelad i fyra församlingar: Ekeberga församling, Hovmantorps församling, Lessebo församling och Ljuders församling.

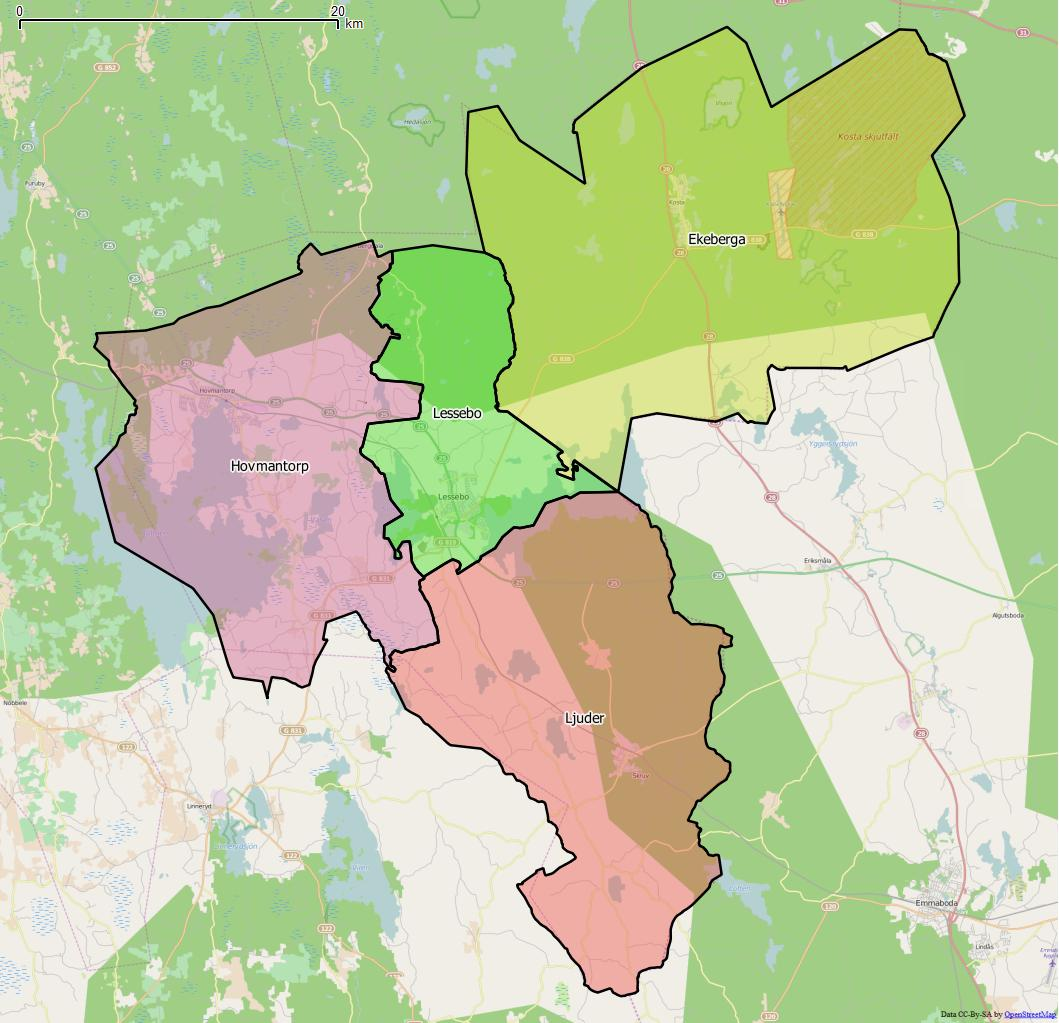
Distrikt inom Lessebo kommun

Från 2016 indelas kommunen istället i fyra distrikt: Ekeberga, Hovmantorp, Lessebo och Ljuder.

### Tätorter
| Nr | Tätort     | Folkmängd |
| -- | ---------- | --------- |
| 1  | Hovmantorp | 3 082     |
| 2  | Lessebo    | 2 857     |
| 3  | Kosta      | 985       |
| 4  | Skruv      | 586       |

Centralorten är i fet stil

## Styre och politik

### Styre
I Lessebo styr en mitten-vänsterkoalition bestående av Socialdemokraterna, Centerpartiet och Vänsterpartiet, i majoritet.

### Kommunfullmäktige

#### Presidium
| Presidium 2022–2026    | Presidium 2022–2026 | Presidium 2022–2026 |
| ---------------------- | ------------------- | ------------------- |
| Ordförande             | S                   | Ragnar Lindberg     |
| Förste vice ordförande | C                   | Anders Jonsäng      |
| Andre vice ordförande  | M                   | Börje Erlandsson    |

#### Mandatfördelning 1970–2022
| 4 | 23 | 7 | 3 | 4 |

| 35 | 6 |

| 3 | 23 | 9 | 2 | 4 |

| 35 | 6 |

| 3 | 23 | 9 | 2 | 4 |

| 31 | 10 |

| 4 | 22 | 7 | 2 |  | 5 |

| 30 | 11 |

| 3 | 24 | 6 |  |  | 6 |

| 33 | 8 |

| 4 | 22 |  | 5 | 2 |  | 6 |

| 29 | 12 |

| 4 | 23 |  | 5 | 2 |  | 5 |

| 32 | 9 |

| 3 | 22 |  | 5 | 2 | 2 | 6 |

| 31 | 10 |

| 3 | 24 | 2 | 5 |  | 6 |

| 24 | 17 |

| 7 | 19 | 2 | 4 |  |  | 7 |

| 28 | 13 |

| 5 | 21 | 6 | 3 | 6 |

| 26 | 15 |

| 3 | 17 |  |  | 6 |  | 6 |

| 21 | 14 |

| 2 | 16 | 2 | 2 | 5 |  | 7 |

| 22 | 13 |

| 2 | 16 |  | 5 | 5 | 6 |

| 22 | 13 |

| 2 | 15 |  | 5 | 5 |  | 6 |

| 21 | 14 |

| 3 | 13 | 5 | 3 | 3 | 8 |

| 21 | 14 |

### Nämnder

#### Kommunstyrelse
| Presidium 2022–2026    | Presidium 2022–2026 | Presidium 2022–2026 |
| ---------------------- | ------------------- | ------------------- |
| Ordförande             | S                   | Lars Altgård        |
| Förste vice ordförande | C                   | Angelica Karlsson   |
| Andre vice ordförande  | M                   | Markus Dackling     |

#### Övriga nämnder
| Nämnd                        | Ordförande | Ordförande         | Vice ordförande | Vice ordförande   |
| ---------------------------- | ---------- | ------------------ | --------------- | ----------------- |
| Barn- och utbildningsnämnden | S          | Andreas Eidevåg    | V               | Susanne Seluska   |
| Myndighetsnämnden            | S          | Anders Johansson   | V               | Joakim Strååt     |
| Samhällsbyggnadsnämnden      | S          | Anders Palmengren  | C               | Anders Jonsäng    |
| Socialnämnden                | S          | Joachim Danielsson | C               | Marie Walfridsson |
| Valnämnden                   | S          | Anders Johansson   | C               | Birger Johansson  |

Källa:

## Ekonomi och infrastruktur

### Näringsliv
Kommunen har en stark koppling till papper och papperstillverkning, och detta har format kommunens historia och näringsliv på ett betydande sätt. Pappersbruket, grundat redan år 1693, har haft en betydande inverkan på områdets utveckling och ekonomi genom århundradena. Även idag är pappersbruket, tillsammans med glasindustrin, de främsta privata arbetsgivarna i kommunen. De ledande företagen inkluderar Lessebo Paper AB samt glasbruken Kosta Boda i Kosta, Bergdala glasbruk i Bergdala och Skrufs glasbruk i Skruv.

### Infrastruktur

#### Transporter
Kommunen korsas av två viktiga riksvägar, 25 och 28. Dessutom sträcker sig den så kallade Utvandrarleden genom de södra delarna av kommunen.
Fält 87 Kosta utgör en betydande plats i kommunen, med en huvudbana och en landsväg som löper genom området mellan samhället Kosta och Kosta skjutfält. Området har en historia som sträcker sig tillbaka till 1964, då basen stod klar med en rullbana på 2 000 meter. Planer på utbyggnad av basen avbröts dock på grund av omvärldsläget och höga kostnader. Kosta-basen har haft olika beteckningar genom åren, från Fält 87 till Fält 31, och har tillhört Blekinge flygflottilj F17. Bland intressanta detaljer finns att Kosta-basen var den enda basen med två Törebodabågar, ett väderskydd för flygplan vid främre klargöringsområdet i anslutning till huvudlandningsbanan.

## Befolkning

### Demografi

#### Befolkningsutveckling
Kommunen har 8 289 invånare (31 december 2024), vilket placerar den på 242:a plats avseende folkmängd bland Sveriges kommuner.
| Befolkningsutvecklingen i Lessebo kommun 1970–2020 | Befolkningsutvecklingen i Lessebo kommun 1970–2020 | Befolkningsutvecklingen i Lessebo kommun 1970–2020 | Befolkningsutvecklingen i Lessebo kommun 1970–2020 | Befolkningsutvecklingen i Lessebo kommun 1970–2020 |
| -------------------------------------------------- | -------------------------------------------------- | -------------------------------------------------- | -------------------------------------------------- | -------------------------------------------------- |
|                                                    |                                                    |                                                    |                                                    |                                                    |
| År                                                 |                                                    |                                                    | Folkmängd                                          |                                                    |
| 1970                                               | 1970                                               |                                                    | 8 449                                              |                                                    |
| 1975                                               | 1975                                               |                                                    | 8 908                                              |                                                    |
| 1980                                               | 1980                                               |                                                    | 9 006                                              |                                                    |
| 1985                                               | 1985                                               |                                                    | 8 840                                              |                                                    |
| 1990                                               | 1990                                               |                                                    | 8 933                                              |                                                    |
| 1995                                               | 1995                                               |                                                    | 8 959                                              |                                                    |
| 2000                                               | 2000                                               |                                                    | 8 365                                              |                                                    |
| 2005                                               | 2005                                               |                                                    | 8 127                                              |                                                    |
| 2010                                               | 2010                                               |                                                    | 8 139                                              |                                                    |
| 2015                                               | 2015                                               |                                                    | 8 516                                              |                                                    |
| 2020                                               | 2020                                               |                                                    | 8 655                                              |                                                    |

#### Utländsk bakgrund
Den 31 december 2014 utgjorde antalet invånare med utländsk bakgrund (utrikes födda personer samt inrikes födda med två utrikes födda föräldrar) 1 977, eller 23,95 % av befolkningen (hela befolkningen: 8 256 den 31 december 2014). Den 31 december 2002 utgjorde antalet invånare med utländsk bakgrund enligt samma definition 899, eller 10,89 %.

#### Invånare efter de vanligaste födelseländerna
Den 31 december 2014 utgjorde folkmängden i Lessebo kommun 8 256 personer. Av dessa var 1 739 personer (21,1 %) födda i ett annat land än Sverige. I denna tabell har de nordiska länderna samt de 12 länder med flest antal utrikes födda (i hela riket) tagits med. En person som inte kommer från något av de här 17 länderna har istället av Statistiska centralbyrån förts till den världsdel som deras födelseland tillhör.
| Födelseland      | Födelseland                       | Födelseland |
| ---------------- | --------------------------------- | ----------- |
| 31 december 2014 |                                   |             |
| 1                | Sverige                           | 6 517       |
| 2                | Syrien                            | 315         |
| 3                | Tyskland                          | 182         |
| 4                | Europeiska unionen: Övriga länder | 164         |
| 5                | Somalia                           | 154         |
| 6                | Asien: Övriga länder              | 104         |
| 7                | Afghanistan                       | 99          |
| 8                | Irak                              | 93          |
| 9                | Polen                             | 90          |
| 10               | Finland                           | 88          |
| 10               | / SFR Jugoslavien/FR Jugoslavien  | 88          |
| 12               | Afrika: Övriga länder             | 86          |
| 13               | Danmark                           | 66          |
| 14               | Thailand                          | 43          |
| 15               | Europa utom EU: Övriga länder     | 36          |
| 16               | Sydamerika                        | 33          |
| 17               | Bosnien och Hercegovina           | 25          |
| 18               | Nordamerika                       | 23          |
| 19               | Norge                             | 15          |
| 20               | Island                            | 11          |
| 21               | Iran                              | 10          |
| 22               | Kina                              | 6           |
| 23               | Turkiet                           | 5           |
| 24               | Oceanien                          | 1           |
| 24               | Okänt födelseland                 | 1           |
| 24               | Sovjetunionen                     | 1           |

## Kultur

### Bibliotek
Lessebo bibliotek är kommunens bibliotek med huvudbibliotek i Lessebo och filialer i Hovmantorp, Skruv och Kosta. Biblioteket har sitt ursprung vid bruket och efter en sammanslagning med ABF:s studiecirkelbibliotek övergick det i kommunens regi år 1952.

### Kulturarv
Lessebo kommun ligger i Glasriket med glasbruk som Kosta glasbruk, Skrufs glasbruk och Bergdala glasbruk samt det numer nedlagda Sea glasbruk.
Lessebo kommun ligger också i Utvandrarbygden, där Vilhelm Mobergs romaner om Utvandrarna utspelar sig.

### Kommunvapen
Blasonering: I rött en bikupa av guld, däröver en ginstam av guld med två korslagda svarta glasblåsarpipor med anfångad röd glasmassa.
Vid kommunbildningen 1971 hade de båda köpingarna Hovmantorp och Lessebo heraldiska vapen. I stället för att, som vanligt var, anta ett av dem (oftast den namngivande enhetens) utarbetade man ett nytt vapen för den nya kommunen. Det innehåller komponenter från båda de gamla och registrerades hos PRV 1987.

Lessebo köping (1960–70)
Hovmantorps köping (1957–70)